# Lepkeszúnyogfélék
A lepkeszúnyogfélék, vagy pelyhes muslicák (Psychodidae) a rovarok (Insecta) osztályába, kétszárnyúak (Diptera) rendjébe és szúnyogalkatúak (Nematocera) alrendjébe tartozó rovarcsalád.

## Elterjedésük
Fajaik világszerte előfordulnak, de legnagyobb fajszámmal a trópusi területeken találhatók meg. Egyes fajaik, például a közönséges lepkeszúnyog (Psychoda alternata) jól alkalmazkodtak az emberhez és környezetéhez, így szinte már csak annak közelségében fordul elő. A fenti faj előszeretettel tanyázik a fürdőszobákban.
Magyarországon 51 fajuk ismeretes.

## Megjelenésük
Kicsi, molylepkeszerű kétszárnyúak. Testhosszuk 1-5 mm között változik. Csápjaik 16 ízből álló, fonalas csápok. Szárnyaik túlérnek potrohukon, szürke vagy barna színűek, pikkelyekkel és szőrökkel sűrűn borítottak. A széles, hegyes szárnyat hosszú szőrök szegélyezik.

## Életmódjuk
Nagyrészt éjszakai életmódot folytatnak. Egyesek meleg száraz élőhelyeket, mások a mocsaras vidékeket kedvelik. Néhány fajuk gerincesek – köztük az ember – vérét szívják, mások nyirkos helyeken bomló szerves anyagokkal, növényi nedvekkel táplálkoznak.

### Szaporodás, egyedfejlődés

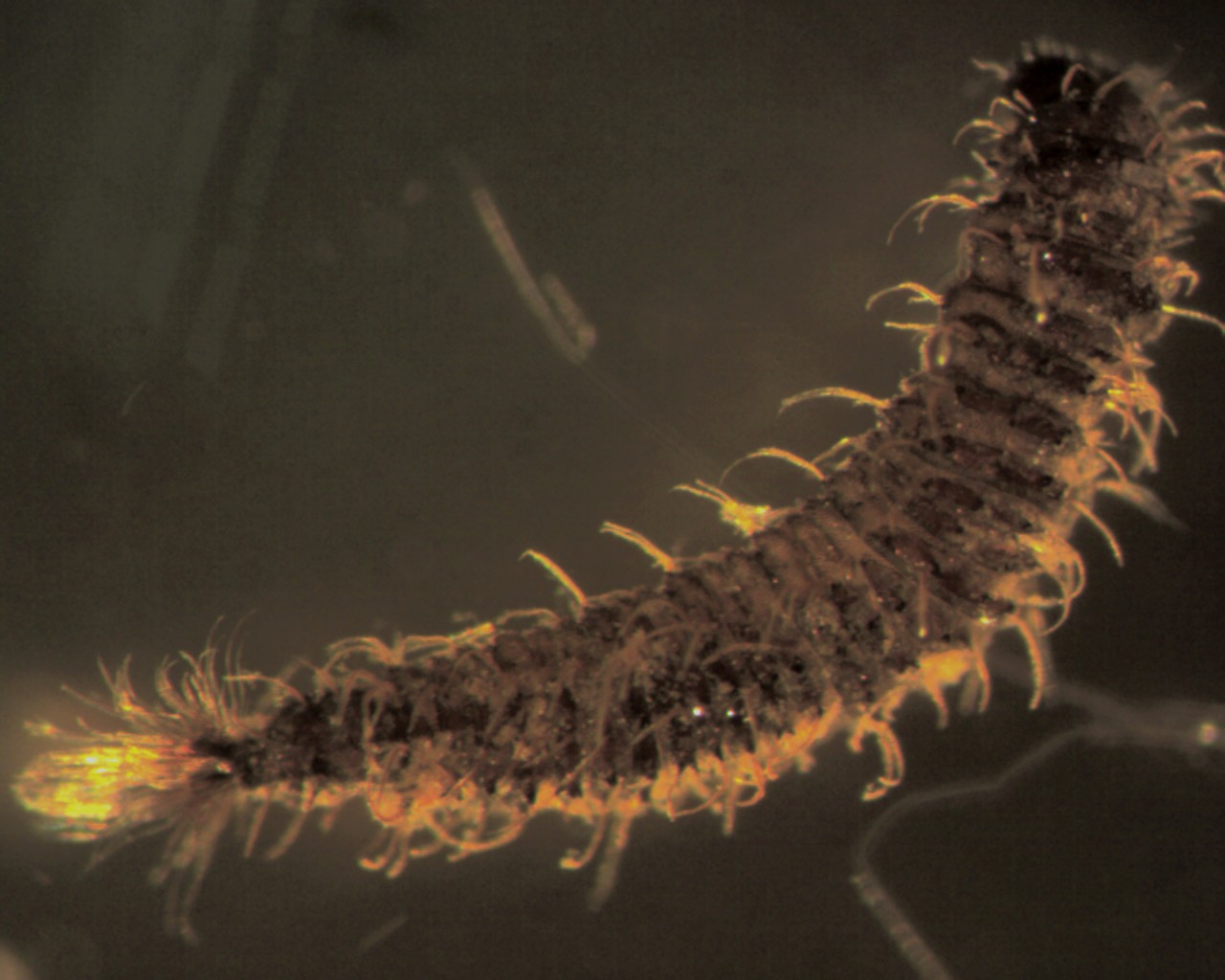
Egy lepkeszúnyog vízben élő lárvája

A párzás után a nőstények sötét színű petéiket nyirkos talajba, kisebb tócsákba, vagy egyéb nyirkos közegbe, akár vízvezetékekben lerakódó üledékbe helyezik. A kikelő lárvák bomló szerves anyaggal táplálkoznak, háromszori vedlés után bábozódnak be. A lárvák megnyúlt testek, farki végük elvékonyodik. Egyes fajoknál kopoltyúfüggelékek is találhatók a vízi életmód következtében. A bábok elülső részükön két hosszú légcsövet viselnek. A peterakástól az imágók kikeléséig nagyjából 2-3 hónap telik el.

## Egészségügyi jelentőségük

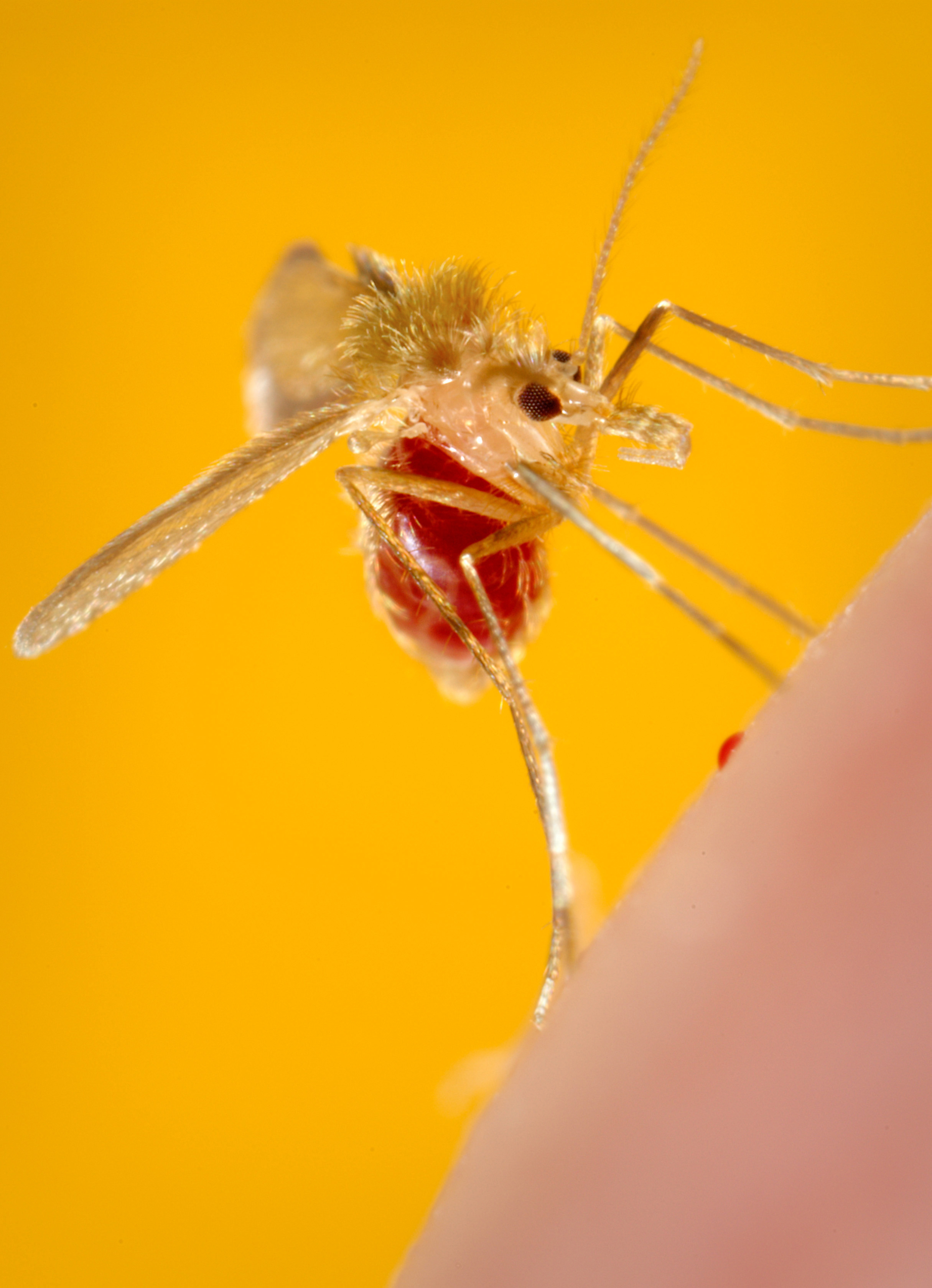
A papatázi légy (Phlebotomus papatasi) vérszívás után

A Phlebotominae alcsaládba tartozó fajok közül néhány, a vérszívás útján a leishmaniasis nevű veszélyes fertőző betegség kórokozóját, a Leishmania infantum nevű protozoont terjesztik az európai mediterrán országokban is. A betegség elsősorban kutyákra nézve veszélyes, de humánegészségügyi vonatkozási is van. Emberben bőrelváltozásokat, száj és orrnyálkahártya fekélyeket és olykor végzetes kimenetelű szervi szóródásokat is okozhat.

### Vérszívó fajok Magyarországon
2009-ben a Szent István Egyetem munkatársai kutatást végeztek a vérszívó lepkeszúnyog fajok magyarországi előfordulásáról. Vizsgálataik során a Magyarországon már korábban megtalált Phlebotomus perfiliewi mellett további három faj endemikus populációját találták meg. Ezek a következők: 
- Phlebotomus neglectus
- Phlebotomus mascittii
- Phlebotomus perfiliewi.

A fenti 3 faj mellett a papatázi légy (Phlebotomus papatasi) egy példánya is előkerült. E fajok közül a Phlebotomus mascittii-t leszámítva mindegyik faj bizonyítottan vektora lehet a leishmaniasis kórokozójának.

## Rendszerezésük
A családba világszerte mintegy 2000 fajuk ismert, melyeket 6 alcsaládba és 117 nembe sorolnak be.
- Bruchomyiinae
- Phlebotominae
- Psychodinae
- Sycoracinae
- Trichomyiinae
- Horaiellinae

A család egy faja (Nemapalpus nearcticus) szerepel a Természetvédelmi Világszövetség Vörös listáján, mint veszélyeztetett faj.